# Aristida appressa
Aristida appressa är en gräsart som beskrevs av George Vasey. Aristida appressa ingår i släktet Aristida och familjen gräs. Inga underarter finns listade i Catalogue of Life.